# Ferdinand Daučík
Ferdinand Daučík, noto anche come Fernando Daucik (Šahy, 30 maggio 1910 – Alcalá de Henares, 14 novembre 1986), è stato un calciatore e allenatore di calcio cecoslovacco che giocò come difensore tra gli anni trenta e i quaranta.
Militò nello Slovan Bratislava e nello Slavia Praga e allenò tra il 1942 e il 1971 diverse squadre, tra cui lo Slovan Bratislava e la Nazionale cecoslovacca in patria, il Barcellona, l'Athletic Bilbao, l'Atlético Madrid, il Betis, il Siviglia, il Real Saragozza, l'Espanyol e altre minori in Spagna, il Porto in Portogallo e i Toronto Falcons in Canada.

## Carriera

### Primi anni
Daučík iniziò la sua carriera come difensore dello Slovan Bratislava una squadra cecoslovacca. Giocò inoltre per lo Sparta Praga. Fu uno dei 22 giocatori della nazionale cecoslovacca sia al mondiale del 1934, dove giunse seconda, che al mondiale del 1938, dove si fermò ai quarti di finale.
Iniziò la sua carriera di allenatore nel 1942, come coach dello Slovan Bratislava, dove rimase fino al 1946 e dove tornò nel 1948. In questo anno, la formula dei campionati in Cecoslovacchia subisce una riforma per cui Daučík non allena alcun incontro ufficialmente riconosciuto dalla federazione calcistica. Allenò, inoltre, la nazionale cecoslovacca per due partite, sempre nel 1948.  Arrivò in Spagna tra il 1949 e il 1950 mentre era alla guida della Hungarian, una squadra composta da rifugiati fuggiti ai vari regimi comunisti dell'Est Europa, la quale disputò varie amichevoli nel territorio iberico.
Uno dei giocatori della Hungarian era suo genero Ladislao Kubala.
Questi fu notato dallo scout del Barcellona che decise di ingaggiarlo nel 1950. Una clausola del contratto prevedeva che, per l'acquisto di Kubala, Daučík dovesse divenire allenatore del club e così fu.

### Allenatore in Spagna
Daučík allenò il Barcelona durante uno dei periodi di maggior successo del club. Vinse al primo anno una Coppa del Re nel 1951, quindi realizzò due doppiette (vittoria di Liga e coppa nella stessa stagione) nel 1952 e nel 1953, e sempre nel 1952 fu in grado di conquistare la Coppa Latina, all'epoca la più importante competizione calcistica europea. Il suo contratto aveva durata fino al 1954 e, a causa di alcuni contrasti con i giocatori, decise di non rinnovarlo.
Finita l'esperienza con il Barcellona, venne ingaggiato dall'Athletic Bilbao, squadra con la quale vinse una Coppa nel 1955 e con la quale realizzò un'altra doppietta nel 1956, conducendola inoltre nello stesso anno alla finale della Coppa Latina, persa contro il Milan. La squadra guidata da Daučík era famosa per la sua linea d'attacco composta da Iriondo, Venancio, Zarra, Panizo e Gaínza. Guidò poi l'Athletic nella seconda edizione della Coppa dei Campioni, in cui venne eliminato ai quarti di finale dal Manchester Utd.
Nel 1957 lasciò l'Athletic per allenare l'Atlético Madrid. Fu un'esperienza biennale, in cui giunse dapprima secondo nella Liga, e poi perse la semifinale di Coppa dei Campioni contro il Real Madrid.

### Parentesi portoghese
Nel 1959 lasciò la Spagna per allenare il Porto, in Portogallo. Rimase sulla panchina un solo anno, in cui arrivò quarto in campionato e fu sconfitto in semifinale di coppa.

### Il ritorno in Spagna
Nel 1960 tornò in Spagna per sedersi per due anni sulla panchina del Betis. Nel 1962 allenò per un anno il Murcia e nel 1963 allenò per un anno il Siviglia. Nel 1966 si sedette, anche questa volta per un anno, sulla panchina del Real Saragozza, che condusse alla vittoria di una Coppa del Re (battendo l'Athletic Bilbao per 2-0) e alla conquista di un secondo posto nella Coppa delle Fiere (con una sconfitta totale di 4-3 nella doppia finale contro il Barcellona dopo aver vinto l'andata per 1-0).

### Parentesi canadese
Dopo la stagione 1966-1967 sulla panchina del Real Zaragoza, approdò in Canada per allenare i Toronto Falcons, portando in squadra il figlio Yanko, il cognato László Kubala ed il nipote Branko. Con i Falcons ottiene il quarto posto nella Western Division della NPSL 1967.

### Ultimi anni di carriera in Spagna
Lasciato il Canada, tornò in Spagna. Allenò per un breve periodo l'Elche e terminò la sua carriera di allenatore dopo la stagione 1970-1971 passata alla guida dell'Espanyol. Ha detenuto il record di tecnico straniero con più vittorie in Liga (234) fino al 12 febbraio 2022.

## Statistiche

### Statistiche da allenatore
In grassetto le competizioni vinte.
| Stagione               | Squadra                | Campionato             | Campionato | Campionato | Campionato | Campionato | Coppe nazionali | Coppe nazionali | Coppe nazionali | Coppe nazionali | Coppe nazionali | Coppe continentali | Coppe continentali | Coppe continentali | Coppe continentali | Coppe continentali | Altre coppe | Altre coppe | Altre coppe | Altre coppe | Altre coppe | Totale | Totale | Totale | Totale | Vittorie % | Piazzamento |
| Stagione               | Squadra                | Comp                   | G          | V          | N          | P          | Comp            | G               | V               | N               | P               | Comp               | G                  | V                  | N                  | P                  | Comp        | G           | V           | N           | P           | G      | V      | N      | P      | %          | Piazzamento |
| ---------------------- | ---------------------- | ---------------------- | ---------- | ---------- | ---------- | ---------- | --------------- | --------------- | --------------- | --------------- | --------------- | ------------------ | ------------------ | ------------------ | ------------------ | ------------------ | ----------- | ----------- | ----------- | ----------- | ----------- | ------ | ------ | ------ | ------ | ---------- | ----------- |
| 1942-1943              | ŠK Bratislava          | MS                     | 22         | 14         | 2          | 6          | -               | -               | -               | -               | -               | -                  | -                  | -                  | -                  | -                  | -           | -           | -           | -           | -           | 22     | 14     | 2      | 6      | 63,64      | 2º          |
| 1943-1944              | ŠK Bratislava          | MS                     | 22         | 18         | 2          | 2          | -               | -               | -               | -               | -               | -                  | -                  | -                  | -                  | -                  | -           | -           | -           | -           | -           | 22     | 18     | 2      | 2      | 81,82      | 1º          |
| 1945-1946              | ŠK Bratislava          | SL                     | 18         | 9          | 3          | 6          | -               | -               | -               | -               | -               | -                  | -                  | -                  | -                  | -                  | -           | -           | -           | -           | -           | 18     | 9      | 3      | 6      | 50,00      | 3º          |
| Totale Bratislava      | Totale Bratislava      | Totale Bratislava      | 62         | 41         | 7          | 14         |                 | -               | -               | -               | -               |                    | -                  | -                  | -                  | -                  |             | -           | -           | -           | -           | 62     | 41     | 7      | 14     | 66,13      |             |
| 1949-1950              | MTK Budapest           | NBI                    | 30         | 18         | 8          | 4          | -               | -               | -               | -               | -               | -                  | -                  | -                  | -                  | -                  | -           | -           | -           | -           | -           | 30     | 18     | 8      | 4      | 60,00      | 3º          |
| 1950-1951              | Barcellona             | PD                     | 30         | 16         | 3          | 11         | CG              | 7               | 6               | 1               | 0               | -                  | -                  | -                  | -                  | -                  | -           | -           | -           | -           | -           | 37     | 22     | 4      | 11     | 59,46      | 4º          |
| 1951-1952              | Barcellona             | PD                     | 30         | 19         | 5          | 6          | CG              | 7               | 5               | 1               | 1               | CL                 | 2                  | 2                  | 0                  | 0                  | CED         | 1           | 0           | 0           | 1           | 40     | 26     | 6      | 8      | 65,00      | 1º          |
| 1952-1953              | Barcellona             | PD                     | 30         | 19         | 4          | 7          | CG              | 7               | 4               | 1               | 2               | -                  | -                  | -                  | -                  | -                  | -           | -           | -           | -           | -           | 37     | 23     | 5      | 9      | 62,16      | 1º          |
| 1953-1954              | Barcellona             | PD                     | 30         | 16         | 4          | 10         | CG              | 7               | 3               | 1               | 3               | -                  | -                  | -                  | -                  | -                  | -           | -           | -           | -           | -           | 37     | 19     | 5      | 9      | 51,35      | 2º          |
| Totale Barcellona      | Totale Barcellona      | Totale Barcellona      | 120        | 70         | 16         | 34         |                 | 28              | 18              | 4               | 6               |                    | 2                  | 2                  | 0                  | 0                  |             | 1           | 0           | 0           | 1           | 151    | 90     | 20     | 41     | 59,60      |             |
| 1954-1955              | Athletic Bilbao        | PD                     | 30         | 15         | 9          | 6          | CG              | 7               | 5               | 1               | 1               | -                  | -                  | -                  | -                  | -                  | -           | -           | -           | -           | -           | 37     | 20     | 10     | 7      | 54,05      | 3º          |
| 1955-1956              | Athletic Bilbao        | PD                     | 30         | 22         | 4          | 4          | CG              | 7               | 5               | 2               | 0               | -                  | -                  | -                  | -                  | -                  | -           | -           | -           | -           | -           | 37     | 27     | 6      | 4      | 72,97      | 1º          |
| 1956-1957              | Athletic Bilbao        | PD                     | 30         | 16         | 5          | 9          | CG              | 2               | 0               | 1               | 1               | CC                 | 6                  | 4                  | 1                  | 1                  | -           | -           | -           | -           | -           | 38     | 20     | 7      | 11     | 52,63      | 4º          |
| Totale Athletic Bilbao | Totale Athletic Bilbao | Totale Athletic Bilbao | 90         | 53         | 18         | 19         |                 | 16              | 10              | 4               | 2               |                    | 6                  | 4                  | 1                  | 1                  |             | -           | -           | -           | -           | 112    | 67     | 23     | 22     | 59,82      |             |
| 1957-1958              | Atlético Madrid        | PD                     | 30         | 16         | 10         | 4          | CG              | 2               | 0               | 0               | 2               | -                  | -                  | -                  | -                  | -                  | -           | -           | -           | -           | -           | 32     | 16     | 10     | 6      | 50,00      | 2º          |
| 1958-1959              | Atlético Madrid        | PD                     | 30         | 13         | 6          | 11         | CG              | 6               | 2               | 0               | 4               | CC                 | 10                 | 6                  | 1                  | 3                  | -           | -           | -           | -           | -           | 46     | 21     | 7      | 18     | 45,65      | 5º          |
| Totale Atlético Madrid | Totale Atlético Madrid | Totale Atlético Madrid | 60         | 29         | 16         | 15         |                 | 8               | 2               | 0               | 6               |                    | 10                 | 6                  | 1                  | 3                  |             | -           | -           | -           | -           | 78     | 37     | 17     | 24     | 47,44      |             |
| nov. 1959-apr. 1960    | Porto                  | PD                     | 17         | 10         | 3          | 4          | TP              | 6               | 5               | 1               | 0               | -                  | -                  | -                  | -                  | -                  | -           | -           | -           | -           | -           | 23     | 15     | 4      | 4      | 65,22      | Eson.       |
| 1960-1961              | Betis                  | PD                     | 30         | 11         | 8          | 11         | CG              | 8               | 7               | 0               | 1               | -                  | -                  | -                  | -                  | -                  | -           | -           | -           | -           | -           | 38     | 18     | 8      | 12     | 47,37      | 6º          |
| 1961-1962              | Betis                  | PD                     | 30         | 10         | 8          | 12         | CG              | 4               | 3               | 0               | 1               | -                  | -                  | -                  | -                  | -                  | -           | -           | -           | -           | -           | 37     | 27     | 6      | 4      | 72,97      | 9º          |
| lug.-nov. 1962         | Betis                  | PD                     | 10         | 3          | 1          | 6          | CG              | 7               | 4               | 1               | 2               | -                  | -                  | -                  | -                  | -                  | -           | -           | -           | -           | -           | 17     | 7      | 2      | 8      | 41,18      | 9º          |
| Totale Real Betis      | Totale Real Betis      | Totale Real Betis      | 70         | 24         | 17         | 29         |                 | 19              | 14              | 1               | 4               |                    | -                  | -                  | -                  | -                  |             | -           | -           | -           | -           | 89     | 38     | 18     | 33     | 42,70      |             |
| 1963-1964              | Real Murcia            | PD                     | 30         | 11         | 4          | 15         | CG              | 2               | 1               | 0               | 1               | -                  | -                  | -                  | -                  | -                  | -           | -           | -           | -           | -           | 32     | 12     | 4      | 16     | 37,50      | 12º         |
| 1964-1965              | Siviglia               | PD                     | 30         | 11         | 4          | 15         | CG              | 2               | 0               | 0               | 2               | -                  | -                  | -                  | -                  | -                  | -           | -           | -           | -           | -           | 32     | 11     | 4      | 17     | 34,38      | 10º         |
| 1965-feb. 1966         | Indautxu               | SD                     | ?          | ?          | ?          | ?          | CG              | 2               | 1               | 1               | 0               | -                  | -                  | -                  | -                  | -                  | -           | -           | -           | -           | -           | 32     | 11     | 4      | 17     | 34,38      | Dimis.      |
| feb. 1965-1966         | Real Saragozza         | PD                     | 6          | 3          | 2          | 1          | CG              | 9               | 8               | 1               | 0               | CdF                | 7                  | 4                  | 0                  | 3                  | -           | -           | -           | -           | -           | 22     | 15     | 3      | 4      | 68,18      | 4º          |
| 1966-1967              | Real Saragozza         | PD                     | 30         | 14         | 6          | 10         | CG              | 3               | 1               | 0               | 2               | CdC                | 6                  | 3                  | 0                  | 3                  | -           | -           | -           | -           | -           | 39     | 18     | 6      | 15     | 46,15      | 5º          |
| Totale Real Zaragoza   | Totale Real Zaragoza   | Totale Real Zaragoza   | 36         | 17         | 8          | 11         |                 | 12              | 9               | 1               | 2               |                    | 13                 | 7                  | 0                  | 6                  |             | -           | -           | -           | -           | 61     | 33     | 9      | 19     | 54,10      |             |
| 1967                   | Toronto Falcons        | NPSL                   | 32         | 10         | 5          | 17         | -               | -               | -               | -               | -               | -                  | -                  | -                  | -                  | -                  | -           | -           | -           | -           | -           | 32     | 10     | 5      | 17     | 31,25      | 4º          |
| gen.-giu. 1968         | Elche                  | PD                     | 15         | 8          | 2          | 5          | CG              | 7               | 5               | 0               | 2               | -                  | -                  | -                  | -                  | -                  | -           | -           | -           | -           | -           | 22     | 13     | 2      | 7      | 59,09      | 11º         |
| gen.-giu. 1970         | Sant Andreu            | SD                     | ?          | ?          | ?          | ?          | CG              | 4               | 1               | 2               | 1               | -                  | -                  | -                  | -                  | -                  | -           | -           | -           | -           | -           | 4      | 1      | 2      | 1      | 25,00      | 8º          |
| 1970-1971              | Espanyol               | PD                     | 30         | 8          | 9          | 13         | CG              | 2               | 0               | 2               | 0               | -                  | -                  | -                  | -                  | -                  | -           | -           | -           | -           | -           | 32     | 8      | 11     | 13     | 25,00      | 11º         |
| ott.-dic. 1971         | Cadice                 | SD                     | ?          | ?          | ?          | ?          | -               | -               | -               | -               | -               | -                  | -                  | -                  | -                  | -                  | -           | -           | -           | -           | -           | 0      | 0      | 0      | 0      | —          | Eson.       |
| 1973-1974              | Sant Andreu            | SD                     | 38         | 16         | 7          | 15         | CG              | 8               | 4               | 0               | 4               | -                  | -                  | -                  | -                  | -                  | -           | -           | -           | -           | -           | 46     | 20     | 7      | 19     | 43,48      | 8º          |
| gen.-giu. 1977         | Sant Andreu            | SD                     | ?          | ?          | ?          | ?          | -               | -               | -               | -               | -               | -                  | -                  | -                  | -                  | -                  | -           | -           | -           | -           | -           | 0      | 0      | 0      | 0      | —          | 19º (retr.) |
| Totale Sant Andreu     | Totale Sant Andreu     | Totale Sant Andreu     | 38+        | 16+        | 7+         | 15+        |                 | 8               | 4               | 0               | 4               |                    | -                  | -                  | -                  | -                  |             | -           | -           | -           | -           | 46     | 20     | 7      | 19     | 43,48      |             |
| Totale carriera        | Totale carriera        | Totale carriera        | 660+       | 326+       | 124+       | 210+       |                 | 116             | 70              | 16              | 30              |                    | 31                 | 19                 | 2                  | 10                 |             | 1           | 0           | 0           | 1           | 808    | 415    | 142    | 251    | 51,36      |             |

## Palmarès

### Giocatore

#### Competizioni nazionali
- Campionato cecoslovacco: 4

Slavia Praga: 1933-1934, 1934-1935, 1936-1937, 1939-1940

#### Competizioni internazionali
- Coppa Mitropa: 1

Slavia Praga: 1938

### Allenatore

#### Competizioni nazionali
- Coppa di Spagna: 6  (record)

Barcellona: 1951, 1952, 1953
Athletic Club: 1955, 1956
Real Saragozza: 1966
- Campionato spagnolo: 3

Barcellona: 1951-52, 1952-53
Athletic Club: 1955-56
- Coppa Eva Duarte: 2

Barcellona: 1952, 1953

#### Competizioni internazionali
- Coppa Latina: 1

Barcellona: 1952